# El Mirador, Zongolica
El Mirador är en ort i Mexiko.   Den ligger i kommunen Zongolica och delstaten Veracruz, i den sydöstra delen av landet, 250 km öster om huvudstaden Mexico City. El Mirador ligger 1 312 meter över havet och antalet invånare är 187.
Terrängen runt El Mirador är bergig norrut, men söderut är den kuperad. Runt El Mirador är det ganska tätbefolkat, med 222 invånare per kvadratkilometer. Närmaste större samhälle är Zongolica, 15,6 km nordväst om El Mirador. I omgivningarna runt El Mirador växer i huvudsak städsegrön lövskog.